# バーゲルルミ
バーゲル・ルミ（Burgel Rumi もしくは Rumi Burgel, 1982年8月13日 - ）は、広島県を拠点に活動している日本のフリーアナウンサー、英会話講師。

## 来歴
広島県広島市出身。広島市立舟入高等学校、慶應義塾大学総合政策学部卒業。
大学を卒業後、2006年4月にテレビ新広島 (TSS) に入社。2016年10月31日付で退社するまで同局のアナウンサーを務めていた。
テレビ新広島在籍中の2008年2月に結婚。同年7月に沖縄で式を挙げた後、2009年10月に第1子を、2012年12月に第2子を出産した。

## 人物
オランダ人の父親と日本人の母親を持つハーフ。姉がいる。
かつては英語を満足に話せず、国外出身の父親とも日本語だけで会話していた。自らの外見的特徴に反して外国語を話せないことに抱いていたコンプレックスを克服すべく、舟入高校在学中にカナダに語学留学したことがある。以後は英語の発音の良さを特技の1つに挙げるほどに上達した。
過去に広島テレビ (HTV) に在籍していた小倉星羅と交友がある。

## 担当番組
すべてテレビ新広島で放送。
- 夜型人間（ - 2009年3月13日）
- シティリポートひろしま
- TSSスーパーニュース - 「Hiroshima SPORTS」担当
- スポっちゅTV（2008年1月12日 - 2009年3月28日） - 司会
- 情報チャージ 知りため!
- 行きたがリーノ（2014年4月19日 - 2019年3月30日） - ナレーター。フリー転向後にも引き続き担当[4]。
- tss みんなのテレビ
- スポラバ特別編 カープ選手が全力応援！夢の野球教室（2018年12月22日） - 司会、ナレーター
- 中国電力プレゼンツ ぐっとずっと。地域応援プロジェクト（2019年7月21日 - 、中国地方5県ブロックネット番組） - ナレーター
- サシ飲み-大晦日-エルドレッド親子も初めてのありがとうSP（2019年12月31日） - 通訳担当

以下は中国放送で放送。
- 鈴木福のミミヨリ!ひろしま（2023年6月18日、6月25日、8月13日、10月22日、10月29日、2024年2月11日、2月18日、5月5日、5月12日） - レポーター
- 広島の海から未来を変える（2025年1月13日）